# Luca Paletti
Luca Paletti (Reggio Emilia, 5 giugno 2004) è un ciclista su strada e ciclocrossista italiano, che corre per il team VF Group-Bardiani CSF-Faizanè. È professionista dal 2023.

## Biografia
Nasce a Reggio Emilia, ma cresce a Modena.

## Palmarès

### Strada
- 2022 (Juniores)

Trofeo Cantine Moser
Coppa Valsenio

### Ciclocross
- 2021/2022

Gran Premio Internazionale CX Città di Jesolo
Gran Premio Mamma e Papà Guerciotti junior
Ciclocross Del Ponte
- 2022/2023

European Cup di ciclocross, Albiate

## Piazzamenti

### Classiche monumento
- Milano-Sanremo

2025: 111º

### Competizioni mondiali
- Campionati del mondo ciclocross

Fayetteville 2022 - Gara Junior: 15º
Tábor 2024 - Gara Under-23: 27º

### Competizioni continentali
- Campionati europei su strada

Anadia 2022 - In linea Junior: 48º
- Campionati europei di ciclocross

Col du VAM 2021 - Gara Junior: 3º
Pontchâteau 2023 - Gara Under-23: 19º